# 112º Congresso degli Stati Uniti d'America
Il 112º Congresso degli Stati Uniti d'America, formato dalla Camera dei rappresentanti e dal Senato, costituì il ramo legislativo del governo federale statunitense dal 3 gennaio 2011 al 3 gennaio 2013.
La sua composizione è stata definita nelle elezioni generali del 2 novembre 2010, nelle quali il Partito Democratico ha mantenuto la maggioranza al Senato, ridotta rispetto al precedente Congresso, ma perso la maggioranza della Camera a vantaggio del Partito Repubblicano. In forza di ciò, la guida delle due assemblee è stata affidata a John Boehner per la Camera e a Daniel Inouye per il Senato. Questo Congresso è stato l'ultimo in cui i seggi della Camera sono stati assegnati secondo il censimento del 2000.

## Senato

Appartenenza politica dei Senatori del 112º Congresso nei singoli stati
2 Senatori democratici
2 Senatori repubblicani
1 Senatore democratico, 1 repubblicano
1 Senatore democratico, 1 indipendente

2 Senatori democratici
     2 Senatori repubblicani
     1 Senatore democratico, 1 repubblicano
     1 Senatore democratico, 1 indipendente

### Riepilogo della composizione
- Partito Democratico: 51
- Partito Repubblicano: 47
- Indipendenti: 2, entrambi associati al Partito Democratico;
- Vacanti: 0

La composizione del Senato rimase inalterata fino al 3 maggio del 2011, quando cioè il repubblicano John Ensign (NV) rassegnò le dimissioni dopo uno scandalo di natura sessuale. Il governatore del Nevada Brian Sandoval nominò come suo sostituto il deputato Dean Heller, anch'egli repubblicano, di fatto non modificando la composizione partitica del Senato.
Il 6 dicembre 2012 il repubblicano Jim DeMint (SC) annunciò il suo ritiro a partire dal 1º gennaio 2013 per dirigere la Heritage Foundation. La governatrice della Carolina del Sud Nikki Haley nominò come sostituto il deputato repubblicano Tim Scott.
Il 17 dicembre 2012 il democratico Daniel Inouye (HI), Presidente pro tempore e decano del Senato, morì per problemi respiratori. Il governatore delle Hawaii Neil Abercrombie ha il compito di nominare un successore.

### Leadership

#### Assemblea
| Vicepresidente degli Stati Uniti d'America e Presidente del Senato |
| ------------------------------------------------------------------ |
|                                                                    |
| Joe Biden (D)                                                      |

| Presidente Pro Tempore del Senato |
| --------------------------------- |
|                                   |
| Patrick Leahy (D)                 |

| Leadership della Maggioranza al Senato            | Leadership della Maggioranza al Senato           |
| ------------------------------------------------- | ------------------------------------------------ |
|                                                   |                                                  |
| Leader della Maggioranza al Senato Harry Reid (D) | Whip della Maggioranza al Senato Dick Durbin (D) |

| Leadership della Minoranza al Senato                 | Leadership della Minoranza al Senato       |
| ---------------------------------------------------- | ------------------------------------------ |
|                                                      |                                            |
| Leader della Minoranza al Senato Mitch McConnell (R) | Whip della Minoranza al Senato Jon Kyl (R) |

### Membri
Il numero indica la classe del senatore; nelle elezioni del novembre 2012 sono sottoposti ad elezione tutti i senatori appartenenti alla classe 1.
Alabama
- 2. Jeff Sessions (R)
- 3. Richard Shelby (R)

Alaska
- 2. Mark Begich (D)
- 3. Lisa Murkowski (R)

Arizona
- 1. Jon Kyl (R)
- 3. John McCain (R)

Arkansas
- 2. Mark Pryor (D)
- 3. John Boozman (R)

California
- 1. Dianne Feinstein (D)
- 3. Barbara Boxer

Carolina del Nord
- 2. Kay Hagan (D)
- 3. Richard Burr (R)

Carolina del Sud
- 2. Lindsey Graham (R)
- 3. Jim DeMint (R), fino al 2 gennaio 2013

     Tim Scott (R), dal 2 gennaio 2013
Colorado
- 2. Mark Udall (D)
- 3. Michael Bennet (D)

Connecticut
- 1. Joe Lieberman (I-D)
- 3. Richard Blumenthal (D)

Dakota del Nord
- 1. Kent Conrad (D-NPL)
- 3. John Hoeven (R)

Dakota del Sud
- 2. Timothy P. Johnson (D)
- 3. John Thune (R)

Delaware
- 1. Thomas Carper (D)
- 2. Chris Coons (D)

Florida
- 1. Bill Nelson (D)
- 3. Marco Rubio (R)

Georgia
- 2. Saxby Chambliss (R)
- 3. Johnny Isakson (R)

Hawaii
- 1. Daniel Akaka (D)
- 3. Daniel Inouye (D), fino al 17 dicembre 2012

     Brian Schatz (D), dal 26 dicembre 2012
Idaho
- 2. Jim Risch (R)
- 3. Mike Crapo (R)

Illinois
- 2. Dick Durbin (D)
- 3. Mark Kirk (R)

Indiana
- 1. Richard Lugar (R)
- 3. Dan Coats (R)

Iowa
- 2. Tom Harkin (D)
- 3. Chuck Grassley (R)

Kansas
- 2. Pat Roberts (R)
- 3. Jerry Moran (R)

Kentucky
- 2. Mitch McConnell (R)
- 3. Rand Paul (R)

Louisiana
- 2. Mary Landrieu (D)
- 3. David Vitter (R)

Maine
- 1. Olympia Snowe (R)
- 2. Susan Collins (R)

Maryland
- 1. Ben Cardin (D)
- 3. Barbara Mikulski (D)

Massachusetts
- 1. Scott Brown (R)
- 2. John Kerry (D)

Michigan
- 1. Debbie Stabenow (D)
- 2. Carl Levin (D)

Minnesota
- 1. Amy Klobuchar (D-DFL)
- 2. Al Franken (D-DFL)

Mississippi
- 1. Roger Wicker (R)
- 2. Thad Cochran (R)

Missouri
- 1. Claire McCaskill (D)
- 3. Roy Blunt (R)

Montana
- 1. Jon Tester (D)
- 2. Max Baucus (D)

Nebraska
- 1. Ben Nelson (D)
- 2. Mike Johanns (R)

Nevada
- 1. John Ensign (R), fino al 3 maggio 2011

     Dean Heller (R), dal 9 maggio 2011
- 3. Harry Reid (D)

New Hampshire
- 2. Jeanne Shaheen (D)
- 3. Kelly Ayotte (D)

New Jersey
- 1. Bob Menendez (D)
- 2. Frank Lautenberg (D)

New York
- 1. Kirsten Gillibrand (D)
- 3. Chuck Schumer (D)

Nuovo Messico
- 1. Jeff Bingaman (D)
- 2. Tom Udall (D)

Ohio
- 1. Sherrod Brown (D)
- 3. Rob Portman (R)

Oklahoma
- 2. Jim Inhofe (R)
- 3. Tom Coburn (R)

Oregon
- 2. Ron Wyden (D)
- 3. Jeff Merkley (D)

Pennsylvania
- 1. Bob Casey, Jr. (D)
- 3. Pat Toomey (R)

Rhode Island
- 1. Sheldon Whitehouse (D)
- 2. Jack Reed (D)

Tennessee
- 1. Bob Corker (R)
- 2. Lamar Alexander (R)

Texas
- 1. Kay Bailey Hutchison (R)
- 2. John Cornyn (R)

Utah
- 1. Orrin Hatch (R)
- 3. Mike Lee (R)

Vermont
- 1. Bernie Sanders (I)
- 3. Patrick Leahy (D)

Virginia
- 1. Jim Webb (D)
- 2. Mark Warner (D)

Virginia Occidentale
- 1. Joe Manchin (D)
- 2. Jay Rockefeller (D)

Washington
- 1. Maria Cantwell (D)
- 3. Patty Murray (D)

Wisconsin
- 1. Herb Kohl (D)
- 3. Ron Johnson (R)

Wyoming
- 1. John Barrasso (R)
- 2. Mike Enzi (R)

## Camera dei rappresentanti

Rappresentazione dell'appartenenza politica dei membri della Camera dei rappresentanti nel 112º Congresso, visualizzata Stato per Stato.

### Riepilogo della composizione
- Partito Democratico: 191 rappresentanti e 6 Membri non votanti
- Partito Repubblicano: 241 rappresentanti
- Vacanti: 3 seggi di rappresentanti

In seguito ad uno scandalo sessuale, il 9 febbraio 2011 il deputato repubblicano Chris Lee (NY-26) si dimise. In seguito ad un'elezione speciale, tenutasi il 24 maggio, fu nominata per succedergli la democratica Kathy Hochul.
Il 28 febbraio la deputata democratica Jane Harman (CA-36) presentò le dimissioni per dirigere il Woodrow Wilson International Center for Scholars. Delle elezioni speciali per sostituirla si sono svolte il 12 luglio e come risultato delle stesse è stata eletta la democratica Janice Hahn.
Il 9 maggio il deputato repubblicano Dean Heller (NV-2) fu scelto dal Governatore del Nevada per rimpiazzare il senatore dimissionario John Ensign. Al fine di assegnare il seggio di Heller ad un nuovo deputato furono indette delle elezioni che si tennero il 13 settembre, il cui vincitore risultò essere il repubblicano Mark Amodei.
Il 21 giugno il deputato democratico Anthony Weiner (NY-9) si dimise in conseguenza di uno scandalo sessuale. Per occupare il suo seggio vennero fissate delle elezioni speciali che si svolsero il 13 settembre e il cui vincitore fu il repubblicano Bob Turner.
Il 3 agosto il deputato democratico David Wu (OR-1) si dimise per via di uno scandalo sessuale. Delle elezioni speciali per determinare il suo successore si tennero il 31 gennaio del 2012 e venne designata per il seggio la democratica Suzanne Bonamici.
Il 25 gennaio 2012 la deputata democratica Gabrielle Giffords (AZ-8) lasciò il suo seggio per dedicarsi alla terapia riabilitativa conseguente alla sparatoria di Tucson in cui era rimasta coinvolta nel gennaio dell'anno precedente. Per sostituirla, furono indette delle elezioni speciali che ebbero luogo il 12 giugno, il cui vincitore risultò il democratico Ron Barber.
Il 6 marzo 2012 il rappresentante democratico Donald M. Payne (NJ-10) morì improvvisamente, lasciando vacante il seggio fino alle elezioni del 6 novembre. In quella data infatti, oltre alle elezioni che coinvolgevano l'intero Congresso si tennero anche delle elezioni speciali per scegliere un candidato che portasse a termine il mandato di Payne. In entrambi i casi risultò vincitore Donald Payne, Jr., figlio del deputato defunto.
Il 20 marzo [2012 il deputato democratico Jay Inslee (WA-1) si dimise per dedicarsi alla campagna elettorale che lo vedeva protagonista come candidato a governatore dello stato di Washington. Il seggio rimase vacante fino alle elezioni del 6 novembre, quando vennero indette delle elezioni speciali per determinare il suo successore, contemporaneamente alle elezioni di rinnovo del Congresso. In entrambi i casi, venne eletta deputata la democratica Suzan DelBene.
Il 6 luglio 2012 il deputato repubblicano Thaddeus McCotter (MI-11) si dimise per motivi personali. Parallelamente alle elezioni del 6 novembre, venne indetta una competizione speciale per eleggere il sostituto di McCotter. Le elezioni speciali vennero vinte dal democratico David Curson, ma l'uomo non era candidato nelle altre elezioni, che videro vincitore il repubblicano Kerry Bentivolio.
Il 31 luglio 2012 il deputato repubblicano Geoff Davis (KY-4) si dimise per motivi personali. Il seggio rimase vacante fino alle elezioni del 6 novembre, quando venne eletto il repubblicano Thomas Massie.
Il 15 agosto 2012 il deputato democratico Dennis Cardoza (CA-18) si dimise per motivi personali. Il seggio rimase vacante fino al Congresso successivo.
Il 21 novembre 2012 il deputato democratico Jesse Jackson, Jr. (IL-2) rassegnò le dimissioni per motivi di salute. Il seggio rimase vacante fino al Congresso successivo.
Il 3 dicembre 2012 il deputato democratico Bob Filner (CA-51) presentò le proprie dimissioni dopo essere stato eletto sindaco di San Diego. Il seggio rimase vacante fino al Congresso successivo.

### Leadership

#### Assemblea
| Speaker della Camera dei rappresentanti |
| --------------------------------------- |
|                                         |
| John Boehner (R)                        |

| Leadership della Maggioranza alla Camera dei rappresentanti | Leadership della Maggioranza alla Camera dei rappresentanti |
| ----------------------------------------------------------- | ----------------------------------------------------------- |
|                                                             |                                                             |
| Leader della Maggioranza alla Camera dei rappresentanti     | Whip della Maggioranza alla Camera dei rappresentanti       |
| Eric Cantor (R)                                             | Kevin McCarthy (R)                                          |

| Leadership della Minoranza alla Camera dei rappresentanti              | Leadership della Minoranza alla Camera dei rappresentanti           |
| ---------------------------------------------------------------------- | ------------------------------------------------------------------- |
|                                                                        |                                                                     |
| Leader della Minoranza alla Camera dei rappresentanti Nancy Pelosi (D) | Whip della Minoranza alla Camera dei rappresentanti Steny Hoyer (D) |

### Membri
Alabama
(6 Repubblicani, 1 Democratico)
- 1. Jo Bonner (R)
- 2. Martha Roby (R)
- 3. Mike D. Rogers (R)
- 4. Robert Aderholt (R)
- 5. Mo Brooks (R)
- 6. Spencer Bachus (R)
- 7. Terri Sewell (D)

Alaska
(1 Repubblicano)
- "At-large". Don Young (R)

Arizona
(5 Repubblicani, 3 Democratici)
- 1. Paul Gosar (R)
- 2. Trent Franks (R)
- 3. Ben Quayle (R)
- 4. Ed Pastor (D)
- 5. David Schweikert (R)
- 6. Jeff Flake (R)
- 7. Raúl Grijalva (D)
- 8. Gabrielle Giffords (D), fino al 25 gennaio 2012

     Ron Barber (D), dal 12 giugno 2012
Arkansas
(3 Repubblicani, 1 Democratico)
- 1. Rick Crawford (R)
- 2. Timothy Griffin (R)
- 3. Steve Womack (R)
- 4. Mike Ross (D)

California
(34 Democratici, 19 Repubblicani)
- 1. Mike Thompson (D)
- 2. Wally Herger (R)
- 3. Dan Lungren (R)
- 4. Tom McClintock (R)
- 5. Doris Matsui (D)
- 6. Lynn Woolsey (D)
- 7. George Miller (D)
- 8. Nancy Pelosi (D)
- 9. Barbara Lee (D)
- 10. John Garamendi (D)
- 11. Jerry McNerney (D)
- 12. Jackie Speier (D)
- 13. Pete Stark (D)
- 14. Anna Eshoo (D)
- 15. Mike Honda (D)
- 16. Zoe Lofgren (D)
- 17. Sam Farr (D)
- 18. Dennis Cardoza (D) fino al 15 agosto 2012

     Vacante, da tale data fino al Congresso successivo
- 19. Jeff Denham (R)
- 20. Jim Costa (D)
- 21. Devin Nunes (R)
- 22. Kevin McCarthy (R)
- 23. Lois Capps (D)
- 24. Elton Gallegly (R)
- 25. Howard McKeon (R)
- 26. David Dreier (R)
- 27. Brad Sherman (D)
- 28. Howard Berman (D)
- 29. Adam Schiff (D)
- 30. Henry Waxman (D)
- 31. Xavier Becerra (D)
- 32. Judy Chu (D)
- 33. Karen Bass (D)
- 34. Lucille Roybal-Allard (D)
- 35. Maxine Waters (D)
- 36. Jane Harman (D), fino al 28 febbraio 2011

     Janice Hahn (D), dal 12 luglio 2011
- 37. Laura Richardson (D)
- 38. Grace Napolitano (D)
- 39. Linda Sánchez (D)
- 40. Ed Royce (R)
- 41. Jerry Lewis (R)
- 42. Gary Miller (R)
- 43. Joe Baca (D)
- 44. Ken Calvert (R)
- 45. Mary Bono Mack (R)
- 46. Dana Rohrabacher (R)
- 47. Loretta Sanchez (D)
- 48. John Campbell (R)
- 49. Darrell Issa (R)
- 50. Brian Bilbray (R)
- 51. Bob Filner (D), fino al 3 dicembre 2012

     Vacante, da tale data fino al Congresso successivo
- 52. Duncan D. Hunter (R)
- 53. Susan Davis (D)

Carolina del Nord
(7 Democratici, 6 Repubblicani)
- 1. G. K. Butterfield (D)
- 2. Renee Ellmers (R)
- 3. Walter B. Jones (R)
- 4. David Price (D)
- 5. Virginia Foxx (R)
- 6. Howard Coble (R)
- 7. Mike McIntyre (D)
- 8. Larry Kissell (D)
- 9. Sue Wilkins Myrick (R)
- 10. Patrick McHenry (R)
- 11. Heath Shuler (D)
- 12. Mel Watt (D)
- 13. Brad Miller (D)

Carolina del Sud
(5 Repubblicani, 1 Democratico)
- 1. Tim Scott (R)
- 2. Joe Wilson (R)
- 3. Jeff Duncan (R)
- 4. Trey Gowdy (R)
- 5. Mick Mulvaney (R)
- 6. Jim Clyburn (D)

Colorado
(4 Repubblicani, 3 Democratici)
- 1. Diana DeGette (D)
- 2. Jared Polis (D)
- 3. Scott Tipton (R)
- 4. Cory Gardner (R)
- 5. Doug Lamborn (R)
- 6. Mike Coffman (R)
- 7. Ed Perlmutter (D)

Connecticut
(5 Democratici)
- 1. John Larson (D)
- 2. Joe Courtney (D)
- 3. Rosa DeLauro (D)
- 4. Jim Himes (D)
- 5. Chris Murphy (D)

Dakota del Nord
(1 Repubblicano)
- "At-large". Rick Berg (R)

Dakota del Sud
(1 Repubblicano)
- "At-large". Kristi Noem (R)

Delaware
(1 Democratico)
- "At-large". John C. Carney, Jr. (D)

Florida
(19 Repubblicani, 6 Democratici)
- 1. Jeff Miller (R)
- 2. Steve Southerland (R)
- 3. Corrine Brown (D)
- 4. Ander Crenshaw (R)
- 5. Rich Nugent (R)
- 6. Cliff Stearns (R)
- 7. John Mica (R)
- 8. Daniel Webster (R)
- 9. Gus Bilirakis (R)
- 10. Bill Young (R)
- 11. Kathy Castor (D)
- 12. Dennis Ross (R)
- 13. Vern Buchanan (R)
- 14. Connie Mack IV (R)
- 15. Bill Posey (R)
- 16. Tom Rooney (R)
- 17. Frederica Wilson (D)
- 18. Ileana Ros-Lehtinen (R)
- 19. Ted Deutch (D)
- 20. Debbie Wasserman Schultz (D)
- 21. Mario Díaz-Balart (R)
- 22. Allen West (R)
- 23. Alcee Hastings (D)
- 24. Sandy Adams (R)
- 25. David Rivera (R)

Georgia
(8 Repubblicani, 5 Democratici)
- 1. Jack Kingston (R)
- 2. Sanford Bishop (D)
- 3. Lynn Westmoreland (R)
- 4. Hank Johnson (D)
- 5. John Lewis (D)
- 6. Tom Price (R)
- 7. Rob Woodall (R)
- 8. Austin Scott (R)
- 9. Tom Graves (R)
- 10. Paul Broun (R)
- 11. Phil Gingrey (R)
- 12. John Barrow (D)
- 13. David Scott (D)

Hawaii
(2 Democratici)
- 1. Colleen Hanabusa (D)
- 2. Mazie Hirono (D)

Idaho
(2 Repubblicani)
- 1. Raúl Labrador (R)
- 2. Mike Simpson (R)

Illinois
(11 Repubblicani, 8 Democratici)
- 1. Bobby Rush (D)
- 2. Jesse Jackson, Jr. (D), fino al 21 novembre 2012

     Vacante, da tale data fino al Congresso successivo
- 3. Dan Lipinski (D)
- 4. Luis Gutiérrez (D)
- 5. Michael Quigley (D)
- 6. Peter Roskam (R)
- 7. Danny K. Davis (D)
- 8. Joe Walsh (R)
- 9. Jan Schakowsky (D)
- 10. Robert Dold (R)
- 11. Adam Kinzinger (R)
- 12. Jerry Costello (D)
- 13. Judy Biggert (R)
- 14. Randy Hultgren (R)
- 15. Timothy V. Johnson (R)
- 16. Donald Manzullo (R)
- 17. Bobby Schilling (R)
- 18. Aaron Schock (R)
- 19. John Shimkus (R)

Indiana
(6 Repubblicani, 3 Democratici)
- 1. Pete Visclosky (D)
- 2. Joe Donnelly (D)
- 3. Marlin Stutzman (R)
- 4. Todd Rokita (R)
- 5. Dan Burton (R)
- 6. Mike Pence (R)
- 7. André Carson (D)
- 8. Larry Bucshon (R)
- 9. Todd Young (R)

Iowa
(3 Democratici, 2 Repubblicani)
- 1. Bruce Braley (D)
- 2. David Loebsack (D)
- 3. Leonard Boswell (D)
- 4. Tom Latham (R)
- 5. Steve King (R)

Kansas
(4 Repubblicani)
- 1. Tim Huelskamp (R)
- 2. Lynn Jenkins (R)
- 3. Kevin Yoder (R)
- 4. Mike Pompeo (R)

Kentucky
(4 Repubblicani, 2 Democratici)
- 1. Ed Whitfield (R)
- 2. Brett Guthrie (R)
- 3. John Yarmuth (D)
- 4. Geoff Davis (R), fino al 31 luglio 2012

     Thomas Massie (R), dal 6 novembre 2012
- 5. Hal Rogers (R)
- 6. Ben Chandler (D)

Louisiana
(6 Repubblicani, 1 Democratico)
- 1. Steve Scalise (R)
- 2. Cedric Richmond (D)
- 3. Jeff Landry (R)
- 4. John C. Fleming (R)
- 5. Rodney Alexander (R)
- 6. Bill Cassidy (R)
- 7. Charles Boustany (R)

Maine
(2 Democratici)
- 1. Chellie Pingree (D)
- 2. Mike Michaud (D)

Maryland
(6 Democratici, 2 Repubblicani)
- 1. Andy Harris (R)
- 2. Dutch Ruppersberger (D)
- 3. John Sarbanes (D)
- 4. Donna Edwards (D)
- 5. Steny Hoyer (D)
- 6. Roscoe Bartlett (R)
- 7. Elijah Cummings (D)
- 8. Chris Van Hollen (D)

Massachusetts
(10 Democratici)
- 1. John Olver (D)
- 2. Richard Neal (D)
- 3. Jim McGovern (D)
- 4. Barney Frank (D)
- 5. Niki Tsongas (D)
- 6. John Tierney (D)
- 7. Ed Markey (D)
- 8. Mike Capuano (D)
- 9. Stephen Lynch (D)
- 10. William Keating (D)

Michigan
(8 Repubblicani, 7 Democratici)
- 1. Dan Benishek (R)
- 2. Bill Huizenga (R)
- 3. Justin Amash (R)
- 4. Dave Camp (R)
- 5. Dale E. Kildee (D)
- 6. Fred Upton (R)
- 7. Tim Walberg (R)
- 8. Mike J. Rogers (R)
- 9. Gary Peters (D)
- 10. Candice Miller (R)
- 11. Thaddeus McCotter (R), fino al 6 luglio 2012

     David Curson (D), dal 6 novembre 2012
- 12. Sander Levin (D)
- 13. Hansen Clarke (D)
- 14. John Conyers (D)
- 15. John Dingell (D)

Minnesota
(4 Democratici, 4 Repubblicani)
- 1. Tim Walz (D)
- 2. John Kline (R)
- 3. Erik Paulsen (R)
- 4. Betty McCollum (D)
- 5. Keith Ellison (D)
- 6. Michele Bachmann (R)
- 7. Collin Peterson (D)
- 8. Chip Cravaack (R)

Mississippi
(3 Repubblicani, 1 Democratico)
- 1. Alan Nunnelee (R)
- 2. Bennie Thompson (D)
- 3. Gregg Harper (R)
- 4. Steven Palazzo (R)

Missouri
(6 Repubblicani, 3 Democratici)
- 1. William Lacy Clay, Jr. (D)
- 2. Todd Akin (R)
- 3. Russ Carnahan (D)
- 4. Vicky Hartzler (R)
- 5. Emanuel Cleaver (D)
- 6. Sam Graves (R)
- 7. Billy Long (R)
- 8. Jo Ann Emerson (R)
- 9. Blaine Luetkemeyer (R)

Montana
(1 Repubblicano)
- "At-large". Denny Rehberg (R)

Nebraska
(3 Repubblicani)
- 1. Jeff Fortenberry (R)
- 2. Lee Terry (R)
- 3. Adrian Smith (R)

Nevada
(2 Repubblicani, 1 Democratico)
- 1. Shelley Berkley (D)
- 2. Dean Heller (R), fino al 9 maggio 2011

     Mark Amodei (R), dal 15 settembre 2011
- 3. Joe Heck (R)

New Hampshire
(2 Repubblicani)
- 1. Frank Guinta (R)
- 2. Charles Bass (R)

New Jersey
(7 Democratici, 6 Repubblicani)
- 1. Rob Andrews (D)
- 2. Frank LoBiondo (R)
- 3. Jon Runyan (R)
- 4. Chris Smith (R)
- 5. Scott Garrett (R)
- 6. Frank Pallone (D)
- 7. Leonard Lance (R)
- 8. Bill Pascrell (D)
- 9. Steve Rothman (D)
- 10. Donald M. Payne (D), fino al 6 marzo 2012

     Donald Payne, Jr. (D), dal 6 novembre 2012
- 11. Rodney Frelinghuysen (R)
- 12. Rush D. Holt Jr. (D)
- 13. Albio Sires (D)

New York
(21 Democratici, 8 Repubblicani)
- 1. Tim Bishop (D)
- 2. Steve Israel (D)
- 3. Peter T. King (R)
- 4. Carolyn McCarthy (D)
- 5. Gary Ackerman (D)
- 6. Gregory Meeks (D)
- 7. Joseph Crowley (D)
- 8. Jerrold Nadler (D)
- 9. Anthony D. Weiner (D), fino al 21 giugno 2011

     Bob Turner (R), dal 15 settembre 2011
- 10. Ed Towns (D)
- 11. Yvette Clarke (D)
- 12. Nydia Velázquez (D)
- 13. Michael Grimm (R)
- 14. Carolyn B. Maloney (D)
- 15. Charles B. Rangel (D)
- 16. José Serrano (D)
- 17. Eliot Engel (D)
- 18. Nita Lowey (D)
- 19. Nan Hayworth (R)
- 20. Chris Gibson (R)
- 21. Paul Tonko (D)
- 22. Maurice Hinchey (D)
- 23. Bill Owens (D)
- 24. Richard Hanna (R)
- 25. Ann Marie Buerkle (R)
- 26. Chris Lee (R), fino al 9 febbraio 2011

     Kathy Hochul (D), dal 1º giugno 2011
- 27. Brian Higgins (D)
- 28. Louise Slaughter (D)
- 29. Tom Reed (R)

Nuovo Messico
(2 Democratici, 1 Repubblicano)
- 1. Martin Heinrich (D)
- 2. Steve Pearce (R)
- 3. Ben R. Luján (D)

Ohio
(13 Repubblicani, 5 Democratici)
- 1. Steve Chabot (R)
- 2. Jean Schmidt (R)
- 3. Mike Turner (R)
- 4. Jim Jordan (R)
- 5. Bob Latta (R)
- 6. Bill Johnson (R)
- 7. Steve Austria (R)
- 8. John Boehner (R)
- 9. Marcy Kaptur (D)
- 10. Dennis Kucinich (D)
- 11. Marcia Fudge (D)
- 12. Pat Tiberi (R)
- 13. Betty Sutton (D)
- 14. Steve LaTourette (R)
- 15. Steve Stivers (R)
- 16. Jim Renacci (R)
- 17. Tim Ryan (D)
- 18. Bob Gibbs (R)

Oklahoma
(4 Repubblicani, 1 Democratico)
- 1. John Sullivan (R)
- 2. Dan Boren (D)
- 3. Frank Lucas (R)
- 4. Tom Cole (R)
- 5. James Lankford (R)

Oregon
(3 Democratici, 1 Repubblicano)
- 1. David Wu (D), fino al 3 agosto 2011

     Suzanne Bonamici (D), dal 7 febbraio 2012
- 2. Greg Walden (R)
- 3. Earl Blumenauer (D)
- 4. Peter DeFazio (D)
- 5. Kurt Schrader (D)

Pennsylvania
(12 Repubblicani, 7 Democratici)
- 1. Bob Brady (D)
- 2. Chaka Fattah (D)
- 3. Mike Kelly (R)
- 4. Jason Altmire (D)
- 5. Glenn Thompson (R)
- 6. Jim Gerlach (R)
- 7. Pat Meehan (R)
- 8. Mike Fitzpatrick (R)
- 9. Bill Shuster (R)
- 10. Tom Marino (R)
- 11. Lou Barletta (R)
- 12. Mark Critz (D)
- 13. Allyson Schwartz (D)
- 14. Michael F. Doyle (D)
- 15. Charlie Dent (R)
- 16. Joseph R. Pitts (R)
- 17. Tim Holden (D)
- 18. Tim Murphy (R)
- 19. Todd Platts (R)

Rhode Island
(2 Democratici)
- 1. David Cicilline (D)
- 2. James Langevin (D)

Tennessee
(7 Repubblicani, 2 Democratici)
- 1. Phil Roe (R)
- 2. Jimmy Duncan (R)
- 3. Chuck Fleischmann (R)
- 4. Scott DesJarlais (R)
- 5. Jim Cooper (D)
- 6. Diane Black (R)
- 7. Marsha Blackburn (R)
- 8. Stephen Fincher (R)
- 9. Steve Cohen (D)

Texas
(23 Repubblicani, 9 Democratici)
- 1. Louie Gohmert (R)
- 2. Ted Poe (R)
- 3. Sam Johnson (R)
- 4. Ralph Hall (R)
- 5. Jeb Hensarling (R)
- 6. Joe Barton (R)
- 7. John Culberson (R)
- 8. Kevin Brady (R)
- 9. Al Green (D)
- 10. Michael McCaul (R)
- 11. Mike Conaway (R)
- 12. Kay Granger (R)
- 13. Mac Thornberry (R)
- 14. Ron Paul (R)
- 15. Rubén Hinojosa (D)
- 16. Silvestre Reyes (D)
- 17. Bill Flores (R)
- 18. Sheila Jackson Lee (D)
- 19. Randy Neugebauer (R)
- 20. Charlie Gonzalez (D)
- 21. Lamar S. Smith (R)
- 22. Pete Olson (R)
- 23. Quico Canseco (R)
- 24. Kenny Marchant (R)
- 25. Lloyd Doggett (D)
- 26. Michael C. Burgess (R)
- 27. Blake Farenthold (R)
- 28. Henry Cuellar (D)
- 29. Gene Green (D)
- 30. Eddie Bernice Johnson (D)
- 31. John Carter (R)
- 32. Pete Sessions (R)

Utah
(2 Repubblicani, 1 Democratico)
- 1. Rob Bishop (R)
- 2. Jim Matheson (D)
- 3. Jason Chaffetz (R)

Vermont
(1 Democratico)
- "At-large". Peter Welch (D)

Virginia
(8 Repubblicani, 3 Democratici)
- 1. Rob Wittman (R)
- 2. Scott Rigell (R)
- 3. Bobby Scott (D)
- 4. Randy Forbes (R)
- 5. Robert Hurt (R)
- 6. Bob Goodlatte (R)
- 7. Eric Cantor (R)
- 8. Jim Moran (D)
- 9. Morgan Griffith (R)
- 10. Frank Wolf (R)
- 11. Gerry Connolly (D)

Virginia Occidentale
(2 Repubblicani, 1 Democratico)
- 1. David McKinley (R)
- 2. Shelley Moore Capito (R)
- 3. Nick Rahall (D)

Washington
(5 Democratici, 4 Repubblicani)
- 1. Jay Inslee (D) fino al 20 marzo 2012

     Suzan DelBene (D) dal 6 novembre 2012
- 2. Rick Larsen (D)
- 3. Jaime Herrera Beutler (R)
- 4. Doc Hastings (R)
- 5. Cathy McMorris Rodgers (R)
- 6. Norm Dicks (D)
- 7. Jim McDermott (D)
- 8. Dave Reichert (R)
- 9. Adam Smith (D)

Wisconsin
(5 Repubblicani, 3 Democratici)
- 1. Paul Ryan (R)
- 2. Tammy Baldwin (D)
- 3. Ron Kind (D)
- 4. Gwen Moore (D)
- 5. Jim Sensenbrenner (R)
- 6. Tom Petri (R)
- 7. Sean Duffy (R)
- 8. Reid Ribble (R)

Wyoming
(1 Repubblicano)
- "At-large". Cynthia Lummis (R)

#### Membri non votanti
- Samoa Americane: Eni Faleomavaega (D)
- Distretto di Columbia: Eleanor Holmes Norton (D)
- Guam: Madeleine Bordallo (D)
- Isole Marianne Settentrionali: Gregorio Sablan (D)
- Porto Rico: Pedro Pierluisi (D)
- Isole Vergini: Donna Christian-Christensen (D)